# Octopamine (thuốc)
Octopamine (công thức phân tử C8H11NO2) là một hóa chất hữu cơ liên quan chặt chẽ với norepinephrine. Trong nhiều loại động vật không xương sống, nó hoạt động như một chất dẫn truyền thần kinh và hormone quan trọng, nhưng trong cơ thể con người, nó thường chỉ tồn tại ở mức độ dấu vết và không có chức năng được biết đến. Vì nó chia sẻ một số hành động của norepinephrine, octopamine đã được bán dưới tên thương mại như Epirenor, Norden và Norfen để sử dụng như một loại thuốc giao cảm, có sẵn theo toa. Có rất ít thông tin tồn tại liên quan đến tính hữu ích hoặc an toàn lâm sàng của nó.
Ở động vật có vú, octopamine có thể huy động sự giải phóng chất béo từ tế bào mỡ, điều này đã dẫn đến việc quảng cáo trên internet như một chất hỗ trợ giảm béo. Tuy nhiên, chất béo được giải phóng có khả năng nhanh chóng được đưa vào các tế bào khác và không có bằng chứng nào cho thấy octopamine tạo điều kiện giảm cân. Octopamine cũng có thể làm tăng huyết áp đáng kể khi kết hợp với các chất kích thích khác, như trong một số chất bổ sung giảm cân.
Cơ quan phòng chống doping thế giới liệt kê octopamine là chất bị cấm sử dụng trong cạnh tranh, là "chất kích thích được chỉ định"  trong Danh sách bị cấm năm 2019.